# Грязнуха (верхний приток Идолги)
Грязнуха — река в России, протекает в Саратовской области. Устье реки находится в 62 км по левому берегу реки Идолга. Длина реки составляет 14 км, площадь водосборного бассейна 92 км².

## Данные водного реестра
По данным государственного водного реестра России относится к Донскому бассейновому округу, водохозяйственный участок реки — Медведица от истока до впадения реки Терса, речной подбассейн реки — Дон между впадением Хопра и Северского Донца. Речной бассейн реки — Дон (российская часть бассейна).
Код объекта в государственном водном реестре — 05010300112107000008153.